# Периволакия (дем Кисамос)
Периволакия (на гръцки: Περβολάκια) е село в Република Гърция, разположено на остров Крит, дем Кисамос. Селото е има население от 63 души.

## Личности
Родени в Периволакия
- Емануил Ликовардис, деец на Гръцката въоръжена пропаганда в Македония